# Hudson Mohawke
Hudson Mohawke, vlastním jménem Ross Matthew Birchard, (* 11. února 1986) je skotský hudebník a producent. V roce 2007 spoluzaložil vydavatelství LuckyMe. Své první album nazvané Butter vydal v říjnu 2009 (vydavatelství Warp Records). Později vydal několik dalších alb a EP. Jako producent spolupracoval s mnoha hudebníky, mezi něž patří například Anohni, ASAP Rocky a Kanye West. Rovněž je autorem řady remixů.